# Germanium
Germanium (chemická značka Ge, latinsky Germanium) je vzácný šedobílý polokovový prvek, nalézající největší uplatnění v polovodičovém průmyslu.

## Charakteristika
Poměrně velmi řídce se vyskytující polokov, nalézající se obvykle jako příměs v rudách zinku a stříbra. Germanium vytváří sloučeniny v mocenství: Ge−4, Ge2+ a Ge4+ .
Objevil jej roku 1886 německý chemik Clemens A. Winkler a pojmenoval jej podle své vlasti. Zajímavé je, že jeho existence byla předpovězena tvůrcem periodické tabulky prvků, ruským chemikem Dmitrijem Ivanovičem Mendělejevem, který jej nazýval eka-silicium a poměrně přesně určil základní fyzikálně-chemické vlastnosti tohoto v té době ještě neznámého prvku.
V pevném skupenství se germanium chová jako polovodič, a to jak v krystalické, tak v amorfní fázi. Naproti tomu v kapalném skupenství je germanium kovem, podobně jako např. rtuť.

## Výskyt a výroba
Germanium je v zemské kůře značně vzácným prvkem. Průměrný obsah činí pouze 5–7 ppm (mg/kg). V mořské vodě je jeho koncentrace mimořádně nízká, pouze 0,07 mikrogramu germania v jednom litru. Předpokládá se, že ve vesmíru připadá na jeden atom germania přibližně 30 milionů atomů vodíku.
V horninách se vyskytuje vždy pouze jako příměs v rudách zinku a stříbra, ale bývá obsaženo jako stopová příměs v mnoha ložiscích uhlí. Z minerálů se velmi vzácně setkáme se směsným sulfidem, stříbra a germania argyroditem o složení Ag8GeS6.
Germanium se průmyslově získává ze zbytků po zpracování zinkových rud a z popele po spalování uhlí s jeho zvýšeným obsahem. Po vyredukování kovu s čistotou přibližně 99 % se germanium o vysoké čistotě připravuje metodou zonálního tavení.
Další metodou získávání vysoce čistého germania je frakční destilace těkavého chloridu germaničitého GeCl4.

## Využití
- Zájem o germanium nastal v 50. letech minulého století, kdy byly připraveny první tranzistory a další elektronické součástky na bázi vysoce čistého germania. Během dalších desetiletí bylo germanium nahrazeno křemíkem, jenž se vyskytuje v přírodě v daleko větší míře, pouze bylo nutno vyvinout postupy pro jeho průmyslovou výrobu v čistotě minimálně 99,9999 %. Germanium je však nadále používáno pro polovodičové diody.

- I současné době se germanium používá v průmyslové výrobě polovodičů jako germanid křemíku (SiGe) pro výrobu integrovaných obvodů s vysokou rychlostí přenosu signálu. Je také součástí obvodů, které reagují na elektromagnetické vlnění v infračervené oblasti spektra. Využívá se tedy v radarové technice. Nyní toto použití poněkud klesá ve prospěch aplikací v optice.

- Důležité uplatnění má germanium při výrobě světlovodné optiky, protože jeho přítomnost v materiálu optických vláken podstatným způsobem zvyšuje index lomu materiálu. Tato vlastnost se uplatní i ve výrobě speciálních optických součástek jako jsou čočky pro kamery s širokým úhlem záběru nebo optika pro zpracování signálu v infračervené oblasti spektra (např. v přístrojích pro noční vidění). Vysoký světelný lom dodává optickému sklu také oxid germaničitý GeO2.

- Velký význam má jako katalyzátor při výrobě polymerů (plastů), ale lze jej také nahradit titanem.

- Germaniové generátory mění teplo na elektrickou energii.

- Slitiny germania mají zajímavé vlastnosti – slitina se zlatem (tzv. klenotnická pájka) se při chladnutí roztahuje, slitina s mědí a zlatem je vhodná v zubním lékařství.

- Gadoliniovo-germaniové granátoidy (GGG) se používají v laserové technice.